# فالینگبو
فالینگبو یک منطقه پرجمعیت، در جزیره سوئدی گوتلند است. منطقه اداری فالینگبو در تاریخ ۱ ژانویه ۲۰۱۶ ایجاد شده‌است.
بارزترین ویژگی فالینگبو، فرستنده رادیویی فالینگبو است که ارتفاع آن ۲۶۰ متر (۸۵۰ فوت) است و از ۲۴ دسامبر ۱۹۵۹ شروع به کار کرده‌است و هم‌اکنون نیز به عنوان برج رادیویی و تلویزیونی کل گوتلند مشغول به کار است.

## جغرافیا
فالینگبو همچنین نام یک دهکده کوچک در اطراف کلیسای قرون وسطایی فالینگبو است، که در قسمت غربی گوتلند، درست در شرق ویسبی واقع شده‌است.